# Minneapolis City Center
Minneapolis City Center (también conocido simplemente como City Center) es un centro comercial de uso mixto en Nicollet Mall ubicado en Minéapolis, la ciudad más poblada del estado de Minnesota (Estados Unidos). Se inauguró en 1983 y ocupa los tres pisos inferiores del edificio de oficinas 33 South Sixth. Diseñado por Skidmore, Owings & Merrill, Minneapolis City Center contiene 23 m² de espacio comercial alquilable. El centro comercial se construyó alrededor del restaurante Forum Cafeteria preexistente. El edificio se encuentra junto al Marriott Hotel City Center y está conectado con el centro comercial Gaviidae Common.
A partir de 2020, el Minneapolis City Center está anclado por Marshalls y Saks Off Fifth Avenue. Otro espacio de anclaje está vacío. Los antiguos inquilinos importantes del centro comercial incluían a Carson Pirie Scott, Donaldson, Montgomery Ward, Office Depot y Sports Authority. A través del Minneapolis Skyway System, el centro comercial se conecta a otros seis edificios circundantes. El centro también ha sido objeto de varias renovaciones importantes, incluida una en 2005 y una en curso que comenzó en 2019.

## Historia
El Minneapolis City Center abrió por primera vez en 1983 entre las calles 6th y 7th Street a lo largo del Nicollet Mall de Minéapolis. Fue diseñado por el estudio de arquitectura Skidmore, Owings & Merrill, ocupando los primeros tres pisos del rascacielos 33 South Sixth. Se inició el proyecto en diciembre de 1979, encabezado por el presidente del Concejo Municipal de Minéapolis, Lou DeMars. Se estimó que la construcción del centro comercial costaría 37 millones de dólares (130 millones en 2019), con la ayuda de una iniciativa de incremento de impuestos en toda la ciudad. Oxford Properties, con sede en Canadá, acordó desarrollar el Minneapolis City Center después de mucha discusión: "Oxford presentó el proyecto al consejo [de Minéapolis] prometiendo reembolsar a la ciudad el costo total de la adquisición del bloque del centro [... ] Primero, sin embargo, la ciudad tendría que adquirir el sitio usando sus poderes de expropiación, demoler el edificio existente y preparar el sitio para la construcción ". El centro comercial estaba originalmente anclado por una tienda por departamentos insignia de Donaldson, que abrió antes del resto del proyecto en agosto de 1982. Más tarde, el presentador se trasladó a una ubicación de Carson Pirie Scott después de que el minorista comprara Donaldson en 1986.
En 1993, Montgomery Ward se hizo cargo de parte del espacio que anteriormente ocupaba Carson Pirie Scott. Las partes no utilizadas del inquilino ancla se transformaron en espacio alquilable para Marshalls y minoristas más pequeños como Limited Express y Musicland. Más tarde, Montgomery Ward cerró su ubicación en Minéapolis en octubre de 1997 y fue reemplazada parcialmente por una ubicación de Office Depot Durante 2005, el centro comercial se renovó por 15 millones dólares. Shorenstein Properties, con sede en San Francisco, compró Minneapolis City Center en 2012.
En enero de 2015, Saks Fifth Avenue anunció planes para abrir una tienda de liquidación en el Minneapolis City Center, trasladándose de sus antiguos 2508 m² ubicación en el vecino Gaviidae Common. La nueva ubicación se inauguró el 21 de abril de 2016 en un edificio de dos pisos y 3716 m² espacio anteriormente ocupado por Office Depot, que cerró en 2014. El 9 de octubre de 2015, Sports Authority abrió un 2044 m² tienda ancla en la esquina sur. Menos de un año después, la ubicación cerró junto con otras 140 ubicaciones en todo el país. Durante el Super Bowl LII, que tuvo lugar en Minéapolis, el último espacio vacío alquilado por Sports Authority se utilizó como espacio de oficina temporal para los empleados y voluntarios de la Liga Nacional de Fútbol Americano. Otros inquilinos que alquilaron espacio en el Minneapolis City Center a lo largo de la década incluyen a Allen Edmonds, Brooks Brothers, Fogo de Chão y GNC. El minorista local de lujo Len Druskin ocupó una vez varios espacios dentro del centro comercial, pero cerró todas las ubicaciones en 2017, luego de una compra del empresario libanés-estadounidense Marcus Lemonis.
El 15 de julio de 2018, un cliente dentro de la tienda Marshalls del sótano prendió fuego deliberadamente a un perchero de ropa, causando daños a la mercancía por valor de 500 000 dólares. Un mes después, el sospechoso fue arrestado y acusado de dos cargos de incendio provocado, respaldados por imágenes de la cámara de vigilancia que capturaron el incidente. En octubre del mismo año, se inauguró un restaurante llamado Fhima's en un espacio previamente vacío, pero que una vez estuvo ocupado por un restaurante estilo cafetería. En marzo de 2021, Target Corporation, un inquilino importante de 33 South Sixth y un ocupante del Minneapolis City Center, anunció que terminaría prematuramente su contrato de arrendamiento.

## Diseño y ubicación
El Minneapolis City Center presenta elementos de la arquitectura moderna y brutalista. De acuerdo con Nick Magrino del MinnPost, el aspecto exterior brutalista del centro es similar al cercano complejo de apartamentos Riverside Plaza. Fue diseñado como parte de una iniciativa de Minéapolis para estimular el comercio en el centro. El Minneapolis City Center incorporó un restaurante en el lugar ya existente, llamado Forum Cafeteria, en su diseño durante la construcción. La apariencia del centro, sin embargo, fue criticada por algunos residentes de Minéapolis por ser "insípida" y aburrida. Debajo del centro comercial hay un estacionamiento de siete pisos con 687 espacios para los empleados del edificio y de l 33 South Sixth.
El Minneapolis City Center también sirve como un centro importante para el Minneapolis Skyway System, sirviendo como un punto de conexión para seis skyways. El centro comercial se conecta con 50 South Sixth, 700 Nicollet, Gaviidae Common, Mayo Clinic Square, el edificio Plymouth y Radisson Blu Minneapolis Downtown. Junto al edificio se encuentra el Marriott Hotel City Center, el hotel más alto de Minéapolis, que también fue diseñado por Skidmore, Owings & Merrill y terminado en 1983.

## Construcción futura
En junio de 2018, un comprador extranjero no identificado compró el Minneapolis City Center y el edificio contiguo 33 South Sixth por 320 millones dólares, lo que marcó una venta sin precedentes de edificios designados para oficinas en Minnesota. Ryan Companies, con sede en Minéapolis, se desempeña como el nuevo gerente del complejo minorista según los documentos de la ciudad. Tras la noticia, Ryan Companies anunció planes para renovar el centro con el fin de crear un mejor acceso a Nicollet Mall. El 1 de agosto de 2019, comenzó la renovación de 3 millones de dólares en la fachada este del centro comercial, comenzando con el proceso de remoción de paneles prefabricados de concreto. Una de las nuevas entradas de esquina al edificio, reabierta en septiembre de 2020, en medio de la pandemia de COVID-19. La entrada de 3 millones fue descrita como "sin duda una actualización" al centro de la ciudad por Neal St. Anthony del Star Tribune.